# Discrimination en droit québécois
En droit québécois, la discrimination est prohibée par les règles de la Charte des droits et libertés de la personne, de la Charte canadienne des droits et libertés, de la Loi canadienne sur les droits de la personne et de la Déclaration canadienne des droits.

## Survol de la portée des lois applicables

### Charte canadienne des droits et libertés
La Charte canadienne des droits et libertés ne s'applique qu'à l'État canadien, c'est-à-dire au Parlement et au gouvernement du Canada, à la législature et au gouvernement de chaque province et aux entités qui sont appelées à exercer des fonctions étatiques. L'article 32 de la Charte canadienne le précise. L'arrêt SDGMR c. Dolphin Delivery Ltd. a jugé que la Charte canadienne des droits et libertés s'applique à l'action gouvernementale et à la common law, sauf lorsque les affaires sont uniquement entre des parties privées. Donc la Charte canadienne est inutile pour la discrimination de droit privé entre deux parties non étatiques, elle se limite essentiellement aux lois et actions étatiques.

### Charte des droits et libertés de la personne
La Charte des droits et libertés de la personne est la loi la plus utilisée en matière de discrimination, car elle s'applique à la fois à l'État et aux personnes privées. D'une part, l'art. 54 CDLP prévoit qu'elle lie l'État et la disposition suivante (l'art. 55 CDLP) dispose qu'elle vise les compétences législatives du Québec. D'autre part, elle s'applique aux citoyens parce que ses principales dispositions le déclarent : « toute personne a droit » (art. 10 CDLP), « nul ne doit » (art. 10.1 CDLP), « nul ne peut » (art. 11 CDLP).

### Déclaration canadienne des droits
La Déclaration canadienne des droits est une loi principalement historique qui a été adoptée en 1960, mais qui n'a jamais été abrogée. Elle ne vise que les lois qui relèvent du Parlement du Canada et non celles des législatures provinciales. Elle est interprétée de manière plus étroite et protège moins de catégories de discrimination que la Charte canadienne des droits et libertés,, d'où son manque d'utilisation à l'époque actuelle. Elle ne protège que pour les motifs de race, origine nationale, couleur, religion ou de sexe.

### Loi canadienne sur les droits de la personne
La Loi canadienne sur les droits de la personne a été adoptée en 1977 dans un contexte où la Déclaration canadienne des droits ne s'applique qu'aux lois qui relèvent de la compétence du Parlement du Canada, mais ne s'appliquait pas à l'administration publique fédérale. La Loi canadienne sur les droits de la personne vise donc à protéger les travailleurs de la fonction publique fédérale et des entreprises fédérales contre la discrimination.

## La discrimination en vertu des règles de la Charte canadienne et de la Charte québécoise

### Charte canadienne des droits et libertés
L'article 15 de la Charte canadienne établit un droit à l'égalité. Il énonce en effet que 1) la loi ne fait acception de personne 2) la loi s'applique également à tous 3) tous ont droit à la même protection de la loi et 4) tous ont droit au même bénéfice de la loi.
La Charte canadienne énonce que les discriminations prohibées sont « notamment la race, l’origine nationale ou ethnique, la couleur, la religion, le sexe, l’âge ou les déficiences mentales ou physiques ». Le mot « notamment » signifie que l'énumération n'est pas exhaustive, donc les tribunaux peuvent élargir l'énumération s'ils le jugent approprié, en ajoutant par exemple l'orientation sexuelle. Une discrimination qui est ni reconnue par la Charte canadienne ni reconnue par la jurisprudence de la Charte canadienne est en principe permise.

#### Critère historique
Pour déterminer s'il y a une violation de l'article 15 de la Charte canadienne, les tribunaux appliquent le test de Law de l'arrêt Law c. Canada (Ministre de l'Emploi et de l'Immigration). Il s'agit d'un critère en trois étapes, qui procède de la façon suivante : 

« 1. La loi, le programme, ou l'action impose-t-il une différence de traitement entre le demandeur et un groupe de comparaison ? En d'autres termes, est-ce qu'une distinction fut créée entre les groupes de par l'objectif ou l'effet ?
2. Si c'est le cas, la différence de traitement se fondait-elle sur des motifs énumérés ou analogues ?
3.Si c'est le cas, la loi en question avait-elle un objectif ou un effet qui est discriminatoire au sens de la garantie d'égalité ? »

#### Jurisprudence récente
D'après l'arrêt R. c. Sharma, le critère à adopter est plutôt le suivant :  

« Le critère à deux volets applicable pour évaluer une demande fondée sur le par. 15(1) oblige le demandeur à démontrer que la loi ou la mesure de l’État contestée a) crée, à première vue ou de par son effet, une distinction fondée sur un motif énuméré ou analogue; et b) impose un fardeau ou nie un avantage d’une manière qui a pour effet de renforcer, de perpétuer ou d’accentuer le désavantage Il n’y a pas de cloisons étanches entre les deux étapes de l’analyse, puisqu’à chaque étape, on s’attarde aux effets de la loi contestée sur le groupe protégé. Bien que les éléments de preuve puissent se recouper à chacune des étapes, les deux étapes posent des questions fondamentalement différentes. L’analyse effectuée à une étape doit donc demeurer distincte de l’analyse faite à l’autre
La première étape à suivre pour évaluer une demande fondée sur le par. 15(1) consiste à se demander si la loi contestée crée un effet disproportionné sur le groupe demandeur pour un motif protégé ou contribue à cet effet.  Le demandeur doit établir un lien entre la loi contestée et son effet discriminatoire, mais il n’a pas besoin de prouver pourquoi la loi contestée a cet effet. 
La deuxième étape vise à déterminer si cet effet impose des fardeaux ou refuse des avantages d’une manière qui a pour effet de renforcer, de perpétuer ou d’accentuer un désavantage. Toute distinction n’est pas discriminatoire. Les tribunaux doivent examiner les désavantages historiques ou systémiques dont a fait l’objet le groupe demandeur. Le fait de laisser subsister un tel désavantage n’est pas suffisant en soi pour satisfaire à l’exigence de la deuxième étape : une incidence négative ou l’aggravation de la situation est nécessaire. »

D'après les juges dissidents dans cette affaire, ce nouveau critère est une révision à la hausse du seuil à atteindre : « Les révisions proposées par mes collègues sont omniprésentes dans leurs motifs. Leur objectif est d’élever le seuil à chaque étape du critère : en renouvelant l’accent mis sur le lien de causalité (aux par. 42‑49) — ce qui n’ajoute rien au cadre d’analyse actuel et rappelle les approches antérieures à la Charte qui ont été rejetées ; en délaissant le libellé du critère — « a créé [. . .] une distinction » — au profit des termes plus ambigus « a créé un effet disproportionné ou a contribué à cet effet » (par. 3, 29, 31, 32a), 35‑36, 40‑42, 45‑50, 54, 66, 71, 73‑74 et 76); en affirmant que « [l]e fait de laisser subsister [le] désavantage [du groupe demandeur] n’est pas suffisant en soi pour satisfaire aux exigences de la deuxième étape » (par. 52), ce qui affaiblit potentiellement la portée du terme « perpétuer » à la deuxième étape du critère; en intégrant à la deuxième étape des éléments de justification de la part de l’État, ce qui a pour effet d’exiger des tribunaux qu’ils tiennent compte des « choix […] de politique générale » et des « objectifs » législatifs du Parlement (par. 57‑61); en écartant d’emblée toute « obligation positive générale [de l’État] de remédier aux inégalités sociales ou d’adopter des lois réparatrices » (par. 63); en affirmant, sans étayer leur affirmation, qu’il n’est pas « suffisant [de] démontrer que la loi restreint l’accès à un programme améliorateur » à la première étape (par. 71); et en minimisant le rôle des intervenants (par. 74‑75) en critiquant leur utilisation des sciences sociales et d’autres preuves de faits législatifs sur lesquelles notre Cour s’est couramment appuyée ».

#### Règles justificatives autorisant une discrimination
Si les tribunaux déterminent qu'il y a une violation de l'article 15, il est tout de même possible que la violation soit justifiée ou autrement permise par une autre règle constitutionnelle. L'État a le fardeau de démontrer la justification en vertu de l'article 1. La discrimination peut être justifiée aux termes du test Oakes de l'article 1 de la Charte, c'est-à-dire qu'elle satisfait les critères de 1) objectif réel et urgent et 2) proportionnalité, avec les sous-critères de 2a) lien rationnel 2b) atteinte minimale et 2c) proportionnalité entre les mesures l'objectif important. Une discrimination peut aussi être autorisée si elle correspond aux programmes de promotion sociale de groupes défavorisés de l'article 15 (2) de la Charte canadienne (la discrimination positive) ou si la discrimination se produit par l'effet de la disposition de la dérogation à la Charte canadienne, par laquelle le législateur déroge aux droits et libertés dans une loi pour une période de cinq ans.

### Charte des droits et libertés de la personne
Contrairement à la Charte canadienne, il n'y a pas de droit autonome à l'égalité dans la Charte des droits et libertés de la personne (la Charte québécoise), il y a seulement un droit à l'égalité dans l'exercice des droits. L'article 10 de la Charte québécoise énonce une série de motifs de discrimination, mais puisque cette disposition ne crée pas de droit à l'égalité, il est toujours nécessaire de l'associer à une autre disposition pour donner effet à la protection contre la discrimination.
L'article 10 énonce quatorze motifs de distinction, exclusion ou préférence :  1) la race 2) la couleur, 3) le sexe, 4) l’identité ou l’expression de genre, 5) la grossesse, 6) l’orientation sexuelle, 7) l’état civil, 8) l’âge sauf dans la mesure prévue par la loi, 9) la religion, 10) les convictions politiques, 11) la langue, 12) l’origine ethnique ou nationale, 13) la condition sociale, 14) le handicap ou l’utilisation d’un moyen pour pallier ce handicap. Contrairement à l'énumération de la Charte canadienne, cette énumération est exhaustive en raison de l'absence du mot « notamment », donc une discrimination pour un motif qui n'est pas dans cette liste (par ex. la notoriété) est en principe permise.
Il y a concrètement trois critères à prouver pour la discrimination, d'après l'arrêt Bombardier de la Cour suprême du Canada :  
(1) une distinction, une exclusion ou une préférence; 
(2) une des caractéristiques protégées a été un facteur dans la différence de traitement; 
(3) cette différence de traitement a pour effet de détruire ou de compromettre l’égalité dans la reconnaissance ou l’exercice d’un droit dont la protection s’impose au regard de l’art. 9.1 dans le contexte où il est invoqué ; pour les articles 10 et suivants de la Charte, l'analyse en vertu de l'article 9.1 ne s'impose pas,.
Le troisième critère de la discrimination signifie que la discrimination doit se situer dans un contexte où la victime tente d'exercer un droit protégé par la Charte québécoise. Il y a ensuite trois critères additionnels dans la preuve de l'atteinte illicite : faute, préjudice et lien de causalité.

#### Devant les tribunaux de droit commun
Si la disposition à laquelle l'article 10 est associé est l'un des articles 1 à 9 de la Charte québécoise, alors le Tribunal des droits de la personne n'a pas compétence car ce Tribunal n'est compétent que pour les articles 10 à 19 et 48 de la Charte québécoise,. La compétence d'attribution revient alors aux tribunaux de droit commun.
Cela vise donc : 
- La distinction, exclusion ou préférence alors que la victime exerce son droit à la vie, à la sûreté, à l’intégrité et à la liberté de sa personne. (art 10 et 1 CDLP[30])
- La distinction, exclusion ou préférence alors que la victime exerce son droit au secours (art. 10 et 2 CDLP[31])
- La distinction, exclusion ou préférence alors que la victime exerce son droit à la liberté de conscience, la liberté de religion, la liberté d’opinion, la liberté d’expression, la liberté de réunion pacifique et la liberté d’association (art. 10 et 3 CDLP[32])
- La distinction, exclusion ou préférence alors que la victime exerce son droit à la sauvegarde de sa dignité, de son honneur et de sa réputation. (art. 10 et 4 CDLP[33])
- La distinction, exclusion ou préférence alors que la victime exerce son droit au respect de la vie privée (art. 10 et 5 CDLP[34])
- La distinction, exclusion ou préférence alors que la victime exerce son droit à la jouissance paisible et à la libre disposition de ses biens (art. 10 et 6 CDLP[35])
- La distinction, exclusion ou préférence alors que la victime exerce son droit à l'inviolabilité de la demeure (art. 10 et 7 CDLP[36])
- La distinction, exclusion ou préférence alors que la victime exerce son droit de contrôler qui pénètre chez soi sans son consentement exprès ou tacite (art. 10 et 8 CDLP[37])
- La distinction, exclusion ou préférence alors que la victime exerce son droit au secret professionnel (art. 10 et 9 CDLP[38])

Chacune de ces situations est ensuite pondérée en fonction de l'article 9.1 de la Charte québécoise, afin de déterminer si la discrimination est justifiée dans une société libre et démocratique. L'article 9.1 est interprété en fonction des mêmes critères que le test Oakes de l'article 1 de la Charte canadienne.
La Cour suprême a rejeté une tendance parmi les avocats qui consiste à traiter l'article 4 CDLP comme une simple modalité d'application des autres droits fondamentaux. Autrement dit, on ne peut pas simplement associer l'article 10 à l'article 4 en traitant le droit à la sauvegarde de la dignité comme un droit fourre-tout lorsqu'il est difficile de trouver une disposition qui correspond précisément à l'atteinte alléguée. L'atteinte à la dignité protège en réalité contre « les atteintes aux attributs fondamentaux de l’être humain qui contreviennent au respect auquel toute personne a droit du seul fait qu’elle est un être humain et au respect qu’elle se doit à elle-même ».

#### Devant le Tribunal des droits de la personne
Tel qu'énoncé aux paragraphes précédents, le Tribunal des droits de la personne a une compétence en vertu des articles 10 à 19 et 48 de la Charte québécoise et les règles de justification de l'article 9.1 CDLP ne s'appliquent pas à ces dispositions. L'article 74 de la Charte québécoise prévoit qu'une plainte peut être déposée la Commission des droits de la personne et des droits de la jeunesse. Une victime de discrimination qui se fait représenter par la Commission des droits de la personne devant le Tribunal des droits de la personne économise en principe beaucoup d'argent car elle n'a pas à débourser ses propres frais d'avocat devant les tribunaux de droit commun. La Commission peut refuser d'agir concernant les plaintes frivoles ou sans intérêt suffisant (art. 77 CDLP).
Les plaintes à la Commission visent donc : 
- Le harcèlement discriminatoire (art. 10 et 10.1 CDLP[7])
- La publicité discriminatoire (art. 10 et 11 CDLP[8])
- La discrimination pour un acte juridique ayant pour objet des biens ou des services ordinairement offerts au public (art. 10 et 12 CDLP[45]), hormis l'exception de l'art. 14 CDLP
- Les clauses comportant discrimination dans un acte juridique (art. 10 et 13 CDLP[46]), sauf l'exception de l'art. 14 CDLP[47]
- La discrimination dans l'accès aux moyens de transport et aux lieux publics (art. 10 et 15 CDLP[48])
- La discrimination à l'embauche, l'apprentissage, la période de probation, la formation professionnelle, la promotion, le déplacement, la mise à pied, la suspension, le renvoi ou les conditions de travail et l'établissement de catégories d'emploi (art. 10 et 16 CDLP)[49]
- La discrimination dans l'admission, la jouissance d'avantages, la suspension ou l'expulsion dans un syndicat, une association d'employeurs, un ordre professionnel ou une association de personnes qui exercent la même activité (art. 10 et 17 CDLP[50])
- La discrimination par un bureau de placement (art. 10 et 18 CDLP[51])
- La discrimination sur les motifs visés à l'article 10 dans un formulaire de demande d'emploi ou lors d'une entrevue relative à un emploi (art. 10 et 18.1 CDLP[52])
- La discrimination dans le salaire et le traitement (art. 10 et 19 al. 1 CDLP[53])

Les articles 19 al. 2 et 3, 20 et 20.1 CDLP n'énoncent pas des cas de discrimination mais énoncent plutôt ce que la discrimination n'est pas et ils créent donc des moyens de défense pour une partie défenderesse. L'art. 19 al. 2 CDLP prévoit des critères de différence de traitement qui sont réputés non discriminatoires. L'art. 19 al. 3 prévoit que les ajustements salariaux et les programmes d'équité salariale sont réputés non discriminatoires s'ils sont conformes à la Loi sur l'équité salariale. L'article 20 CDLP prévoit que les distinctions, exclusions ou préférences qui s'inscrivent dans le cadre d'activités charitables, religieuses ou philanthropiques d'une institution sans but lucratif ou vouée au bien-être d'un groupe ethnique sont réputés non discriminatoires. L'art. 20.1 CDLP énonce que les distinctions que l'on retrouve dans les contrats d'assurance, de rente, les régimes d'avantages sociaux ou de retraite ne sont pas discriminatoires lorsque leur utilisation est légitime dans le contexte de la détermination de risque fondée sur les données actuarielles.
L'article 48 de la Charte québécoise vise la protection des personnes âgées ou handicapées contre l'exploitation plutôt que la discrimination.

## Le contrôle de la constitutionnalité de lois discriminatoires
Dans un premier temps, sous le régime de la Déclaration canadienne des droits (ci-après la DCD), il y avait historiquement une incertitude à la Cour suprême quant à la possibilité pour les juges d'invalider des lois qui contreviennent à la DCD. En effet, l'article 2 DCD prévoit que nulle loi ne doit s'interpréter de manière à supprimer, restreindre ou enfreindre les droits de la DCD, mais il ne s'agit pas tout à fait d'une clause de suprématie telle qu'elle existe dans la Constitution des États-Unis. Dans les années 1960, le juge Louis-Philippe Pigeon s'opposait à toute lecture de la DCD qui tendait à invalider des lois. L'arrêt R. c. Drybones de 1970 marque un tournant dans la jurisprudence de la Cour suprême car la Cour reconnaît son pouvoir d'invalider une disposition discriminatoire de la Loi sur les Indiens.
Après l'entrée en vigueur de la Charte canadienne des droits et libertés en 1982, l'ambiguïté quant au pouvoir des tribunaux de contrôler la constitutionnalité de lois discriminatoires est résolue car l'article 52 de la Loi constitutionnelle de 1982 prévoit clairement que la Constitution du Canada est la loi suprême du Canada et qu'elle rend inopérantes les dispositions incompatibles de toute autre règle de droit. L'article 52 ne s'applique qu'une fois que les critères des articles 15 et 1 de la Charte sont remplis; autrement dit, on ne passe pas à l'art. 52 directement à partir de l'art. 15 CCDL, car il faut donner la chance à l'État de prouver que la loi discriminatoire est justifiée aux termes de l'article 1 de la Charte.
Le fait que le Parlement du Québec n'a pas adhéré à la Charte canadienne est certes un fait politique reconnu par tous les acteurs politiques et juridiques, mais ce n'est pas juridiquement pertinent en droit québécois car la Charte canadienne des droits et libertés est en vigueur au Québec depuis 1982. Les auteurs Leclair et Bérard nomment nationalisme méthodologique le courant de pensée politique qui tend à rejeter tout contrôle judiciaire des lois québécoises par les juges nommés par le législateur fédéral; ce courant politique n'a cependant pas de véritables incidences sur la pratique des tribunaux québécois, lesquels suivent la jurisprudence de la Cour suprême,.
Il est aussi possible d'effectuer le contrôle de la constitutionnalité en vertu de la Charte québécoise. Historiquement, entre 1982 et 1987, le contrôle de la constitutionnalité en matière de discrimination ne pouvait s'opérer que par la Charte québécoise car le législateur québécois avait adopté la Loi concernant la Loi constitutionnelle de 1982 pour empêcher l'application de la quasi-totalité des droits de la  Charte canadienne (les articles 2 et 7 à 15 de la Charte). Mais le législateur québécois n'avait pas dérogé à la Charte québécoise, qu'il jugeait suffisante pour protéger les droits et libertés. Dans l'arrêt Ford c. Québec (Procureur général), la Cour suprême explique le mécanisme de contrôle de la constitutionnalité selon la Charte québécoise :  ayant jugé que les articles 58 et 69 de la Charte de la langue française sont en violation de l'article 3 de la Charte québécoise quant à la liberté d'expression commerciale, elle conclut ensuite que cette violation n'est pas justifiée aux termes de l'article 9.1 de la Charte québécoise et que lesdites dispositions doivent être invalidées conformément à la clause de primauté de l'art. 52 CDLP.
La Charte québécoise peut aussi théoriquement être discriminatoire si elle est modifiée dans un sens qui enlève ou restreint la portée des motifs de discrimination reconnus par la Charte canadienne ou par la jurisprudence de la Charte canadienne et que, ce faisant, elle n'invoque pas ensuite la disposition de dérogation à la Charte canadienne. L'arrêt Vriend c. Alberta de la Cour suprême a établi ce précédent dans un contexte où le législateur albertain refusait de reconnaître l'orientation sexuelle comme motif de discrimination.